# Nahoreanî, Dubno
Nahoreanî (în ucraineană Нагоряни) este un sat în comuna Sosnivka din raionul Dubno, regiunea Rivne, Ucraina.

## Demografie
Componența lingvistică a localității Nahoreanî
     Ucraineană (100%)
Conform recensământului din 2001, toată populația localității Nahoreanî era vorbitoare de ucraineană (100%).